# Elisabeth Nettebeck

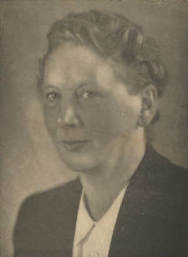
Elisabeth Nettebeck, 1950

Elisabeth Nettebeck (* 11. Oktober 1896 in Schalke (heute Gelsenkirchen); † 11. Oktober 1969 ebenda) war eine deutsche Politikerin und Landtagsabgeordnete (CDU).

## Leben und Beruf
Elisabeth Nettebeck wuchs als älteste Tochter mit fünf Geschwistern in einer katholischen Handwerkerfamilie in Schalke auf. Ihre Eltern betrieben eine Metzgerei und führten ab 1897 die Gaststätte „Haus Nettebeck“ an der Schalker Straße, die der Familie bis 1964 gehörte. Ihr Vater gehörte zu den ersten Mitgliedern der 1875 neu gegründeten Stadtverordnetenversammlung. Nach dem Besuch der Volksschule und des Mädchengymnasiums der Essener Luisenschule mit dem Abschluss des Abiturs studierte Elisabeth Nettebeck und legte das Lehrerinnenexamen für Volks- und Höhere Schulen ab. 1923 wurde sie Geschäftsführerin des Katholischen Deutschen Frauenbundes (KDFB) in Gelsenkirchen. Nach Ende des Krieges  beteiligte sich an der Wiederbelebung der Katholischen Frauenbewegung in der Stadt.
Elisabeth Nettebeck war stark gehbehindert, besichtigte aber im Rahmen ihrer politischen Arbeit dennoch selbst Baustellen, durch die sie auf einer „Nettelbeck-Sänfte“ genannten behelfsmäßigen Konstruktion aus einem Holzstuhl und Stahlrohren, getragen wurde. Sie wohnte zeitlebens in Gelsenkirchen und starb an ihrem 73. Geburtstag in ihrer Wohnung in der Schalker Straße.

## Politik
Im Jahr der Machtergreifung 1933 kandidierte sie vergeblich für die katholische Zentrumspartei. Nach dem Verbot der Katholischen Deutschen Frauenbundes übte sie in der Zeit des Nationalsozialismus keinerlei politische Aktivitäten aus. Mitglied der neu gegründeten CDU wurde Elisabeth Nettebeck 1946 und zog für ihre Partei als eine von sieben Frauen in den Gelsenkirchener Stadtrat ein, wo sie zunächst vor allem im Fürsorgeausschuss tätig war. Dank ihrer Beharrlichkeit konnte das Musiktheater im Revier umgesetzt werden, nachdem sie eine politische Mehrheit zur Finanzierung des Neubaus erreichen konnte. Bis heute zählt das Theater zu den herausragendsten Werken der deutschen Nachkriegsarchitektur. Architekten und Künstler feierten Nettebeck als „Mutter der neuen Theaters“.

## Abgeordnete

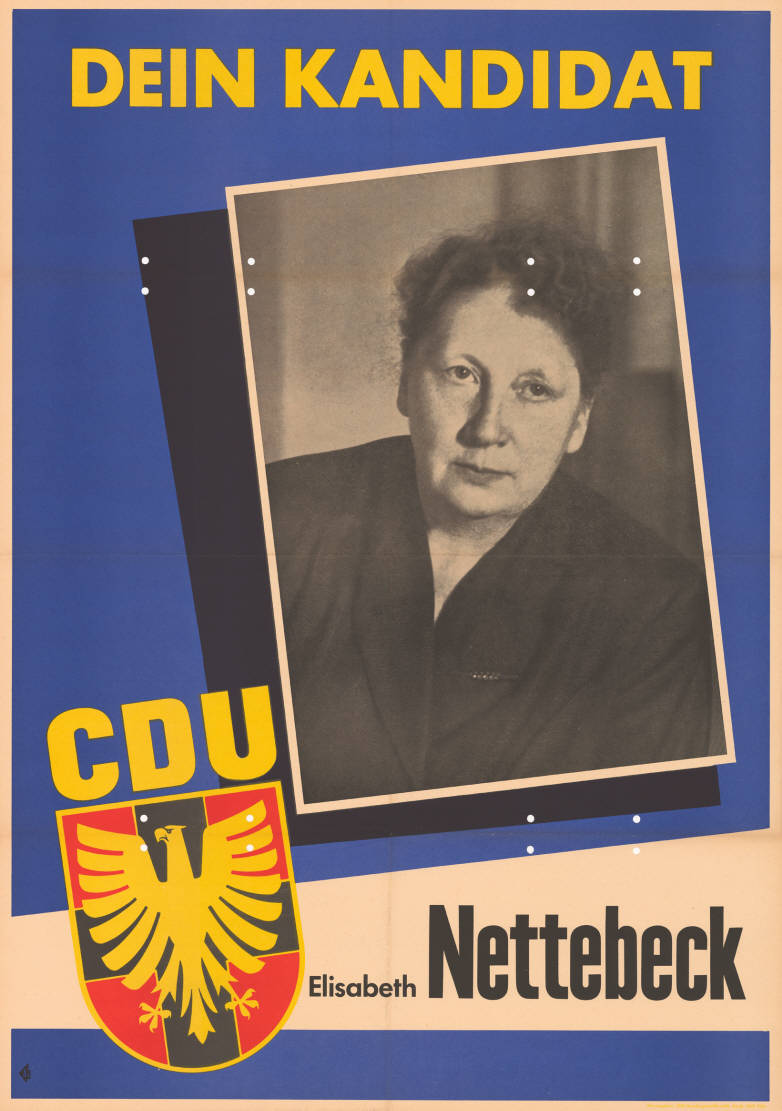
Landtagswahlplakat NRW, 27. Juni 1954

Bei der ersten Bundestagswahl im August 1949 kandidierte Elisabeth Nettebeck, scheiterte jedoch knapp. Vom 5. Juli 1950 bis zum 23. Juli 1966 war sie Mitglied des Landtags des Landes Nordrhein-Westfalen. In der zweiten Wahlperiode wurde sie im Wahlkreis 096 Gelsenkirchen-West direkt, ansonsten über die Landesliste ihrer Partei gewählt. Sie war unter anderem  Mitglied des Kulturpolitischen Ausschusses der CDU-Bundespartei und setzte sich für eine Staatliche Ingenieurschule in Gelsenkirchen ein, aus der später die Westfälische Hochschule Gelsenkirchen Bocholt Recklinghausen hervorging.

## Ehrungen
- 1964 wurde Elisabeth Nettebeck das päpstliche Ehrenzeichen Pro Ecclesia et Pontifice verliehen.
- Eine Bronzetafel im Foyer des Musiktheaters Gelsenkirchen erinnert an Elisabeth Nettebeck sowie eine Miniaturanfertigung der „Nettelbeck-Sänfte“ des Künstlers Fero Freymark, der die ursprüngliche Tragekonstruktion als Praktikant für Elisabeth Nettebeck gebaut hatte.[5]
- Am 8. März 2024 wurde Elisabeth Nettebeck im Rahmen des Projekts Frauenorte in die Liste der FrauenOrte NRW aufgenommen und eine Gedenktafel im Eingangsbereich des Musiktheaters angebracht.
- In Gelsenkirchen wurde der Elisabeth-Nettebeck-Platz nach ihr benannt.[3][4]